# David van Donatello
De David van Donatello is een bronzen standbeeld uit ca. 1440, gemaakt door de Italiaanse renaissance-beeldhouwer Donatello. Het was het eerste vrijstaande mannelijk naakt sinds de oudheid en veroorzaakte daarom sensatie toen het onthuld werd.
Het standbeeld toont de Bijbelse koning David met zijn voet op het hoofd van de juist onthoofde reus Goliath. De androgyne, bijna vrouwelijke jonge man met een geheimzinnige glimlach is geheel naakt, met uitzondering van zijn laarzen en een hoed getooid met lauwerkrans, symbool van de overwinning. In zijn hand houdt hij het zwaard van Goliath.
Het is niet zeker wanneer Donatello het beeld maakte. Schattingen variëren van 1430 tot ergens in de jaren 1440 of zelfs later. Het beeld werd oorspronkelijk gemaakt voor Cosimo de' Medici en stond op de binnenplaats van het Palazzo Medici-Riccardi in Florence. Nadat Piero di Lorenzo de' Medici uit de stad werd verjaagd, werd het beeld in beslag genomen en op de binnenplaats van het Palazzo Vecchio in Florence geplaatst. Het beeld staat sinds 1865 in het Bargello-museum in Florence, waar het in 2007-2008 een restauratie onderging.
Er is lang gespeculeerd dat de vrouwelijkheid en naaktheid van het beeld, en de veer die suggestief uit een van zijn laarzen steekt, een verwijzing is naar de homoseksualiteit van Donatello of David. Ook is het mogelijk dat het beeld oorspronkelijk een vrouw zou voorstellen.
In recente jaren is ook gespeculeerd dat het beeld helemaal niet David maar Hermes/Mercurius voorstelt. Dat zou de hoed (petasus) verklaren. Het afgehakte hoofd waar zijn voet op rust zou dan het hoofd van de reus Argus Panoptes zijn. Deze theorie verklaart ook waarom een eerdere David van Donatello, gemaakt van marmer in 1408-1409, compleet anders was: een koningsfiguur, volledig gekleed, met in zijn hand de slinger waarmee hij Goliath doodde. Deze theorie wordt echter niet meer als aannemelijk beschouwd omdat het beeld al in Donatello's tijd bekend stond als de David.
Een gipsen replica van de David van Donatello bevindt zich in het Victoria and Albert Museum in Londen. Bij de replica in Londen is het zwaard afgebroken.
De nationale Italiaanse filmprijzen, de Premi David di Donatello, zijn vernoemd naar het beeld. Winnaars van een David krijgen een miniatuurversie van het beeld mee naar huis.

## Afbeeldingen

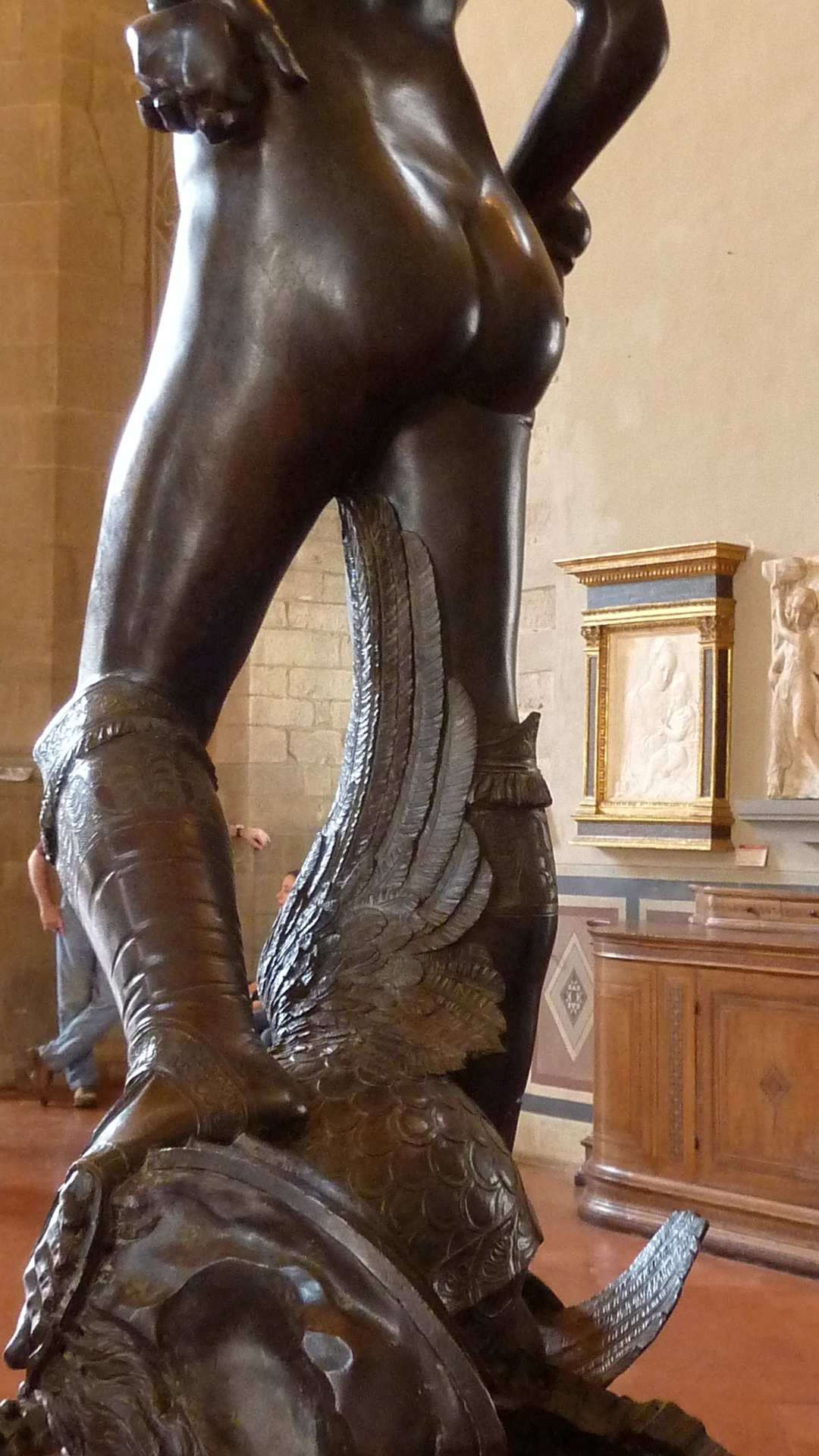
Detail met de veer
- 3-D model van het bronzen beeld (klik om te roteren)